# ويليام أ. ماسي (سياسي)
ويليام أ. ماسي هو قاضي ومحامي وسياسي أمريكي، ولد في 7 أكتوبر 1856 في مقاطعة ترمبول في الولايات المتحدة، وتوفي في 5 مارس 1914 في نيفادا في الولايات المتحدة. نشط حزبياً في الحزب الجمهوري. وقد انتخب عضو مجلس الشيوخ الأمريكي ‏ عن دائرة Nevada Class 1 senate seat ‏ وقد انضم خلال فترته النيابية ‏ (1 يوليو 1912 – 29 يناير 1913) للكتلة البرلمانية الحزب الجمهوري وانتخب عضو المجلس النيابي لولاية نيفادا ‏.